# Hetland (Dakota del Sud)
Hetland è un centro abitato (town) degli Stati Uniti d'America, situato nella contea di Kingsbury nello Stato del Dakota del Sud. La popolazione era di 46 persone al censimento del 2010.

## Storia
Un ufficio postale chiamato Hetland fu creato nel 1888, e rimase in funzione fino a quando non è stato interrotto nel 1997. La città prende il nome da John Hetland, un colono pioniere.

## Geografia fisica
Hetland è situata a 44°22′36″N 97°14′04″W (44.376595, -97.234449).
Secondo lo United States Census Bureau, ha un'area totale di 0,11 miglia quadrate (0,28 km²).

## Società

### Evoluzione demografica
Secondo il censimento del 2010, c'erano 31 persone.

### Etnie e minoranze straniere
Secondo il censimento del 2010, la composizione etnica della città era formata dal 100,0% di bianchi.